# 爨襄
爨襄（?—?），战国时期魏国将领。
前362年（周显王七年、魏惠王八年、韩昭侯元年、赵成侯十三年），魏国公叔痤为将，率领巴宁、爨襄等人，在浍北与韩国、赵国交战，乐祚被魏国所擒。魏惠王大喜，郊迎，要对他赏田百万。公叔痤推辞，认为士卒训练有素，是吴起的遗教。面对险阻的地形，决定采取有利无害的准备，使三军之士不迷惑，是巴宁、爨襄的功劳。赏罚分明是魏王的明法。自己只是趁敌疲惫，击鼓进攻不敢怠倦，没有什么功劳。魏惠王查访吴起之后，赐田二十万。巴宁、爨襄田各赐田十万。魏惠王以公叔为长者，给他赏田一百四十万。